# 常緑区
常緑区（サンノクく）は、大韓民国京畿道安山市の区である。区名は、当地を舞台にした沈熏の小説「常緑樹」（1935年）に因む。

## 地理
安山市の2つの行政区のうち、安山川の東側に位置する区で、西には檀園区がある。区域はL字状で、北部と東部が山地となっており、安山新都市の開発によって造成された西南部が中心街をなしている。北に始興市・安養市万安区、北東に軍浦市、義王市、東に水原市勧善区、南に華城市と隣接する。
西北の仁川から半島を横断する嶺東高速道路と、北のソウルから黄海沿いに南下する西海岸高速道路が交差する首都近郊の交通の結節点となっている。

## 歴史
- 1986年1月1日 － 安山市が成立する。
- 2002年11月1日 － 常緑区が設置される。

## 行政
常緑区は行政上の区であって、自治体ではない。

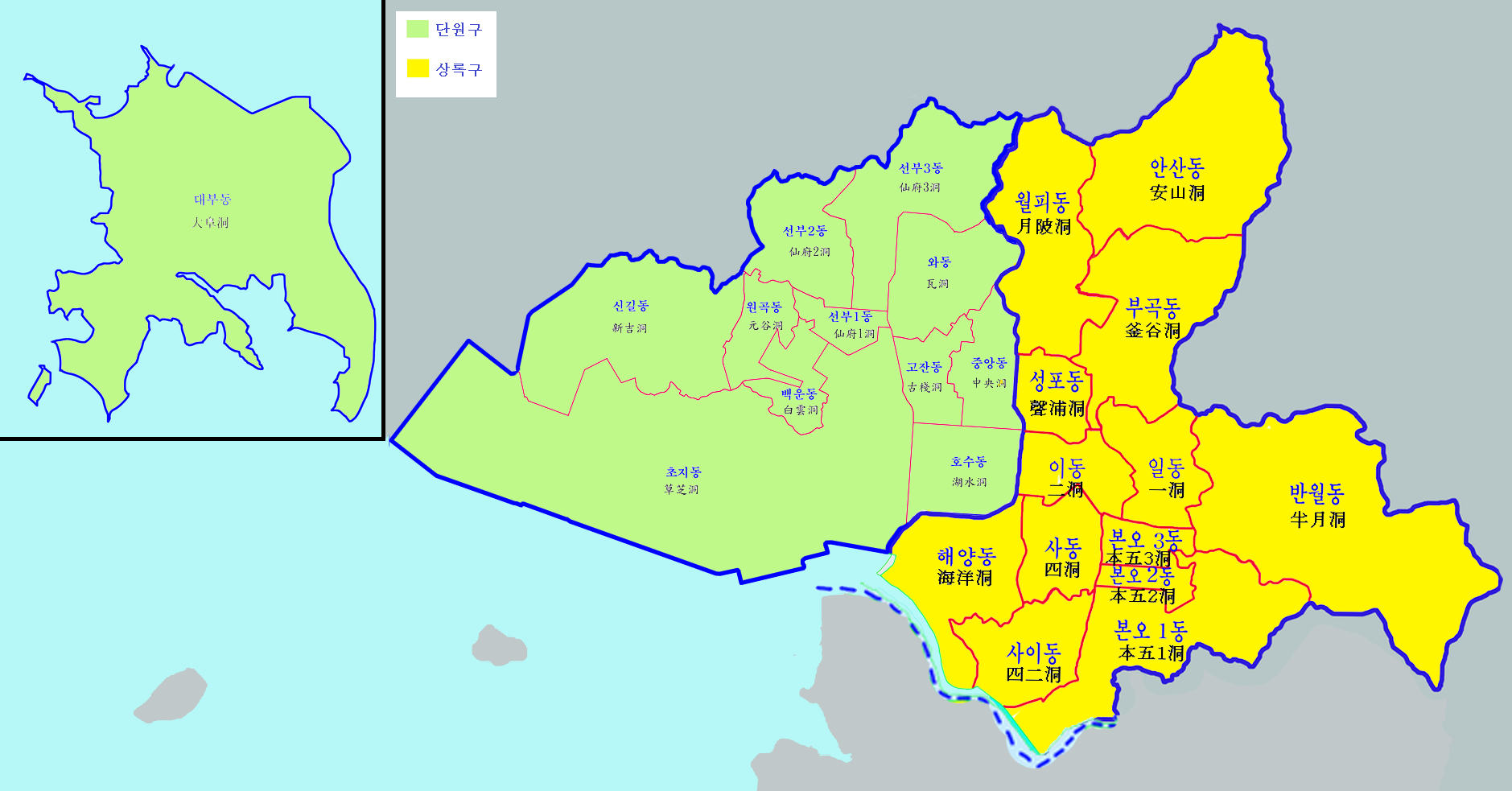
行政区域図（黄色は常緑区）

13行政洞（15法定洞）からなる。区庁舎は四洞にある。
| 行政洞  | 法定洞                   |
| ------- | ------------------------ |
| 一洞    | 一洞、二洞               |
| 二洞    | 一洞、二洞               |
| 四洞    | 四洞                     |
| 四二洞  | 四洞                     |
| 海洋洞  | 四洞                     |
| 本五1洞 | 本五洞、八谷二洞         |
| 本五2洞 | 本五洞                   |
| 本五3洞 | 本五洞                   |
| 釜谷洞  | 釜谷洞                   |
| 月陂洞  | 楊上洞、釜谷洞、月陂洞   |
| 声浦洞  | 声浦洞                   |
| 半月洞  | 八谷一洞、乾々洞、沙士洞 |
| 安山洞  | 秀岩洞、獐上洞、獐下洞   |

## 教育

### 大学校
- 漢陽大学校安山キャンパス

### 専門大学
- 安山1大学
- 新安山大学

## 交通

### 鉄道
- 韓国鉄道公社
  - 安山線

半月駅 - 常緑樹駅 - 漢大前駅
- - 水仁線

四里駅 - 漢大前駅

### 高速道路
- 西海岸高速道路
  - 八谷ジャンクション  -  安山ジャンクション
- 嶺東高速道路
  - 安山インターチェンジ - 安山ジャンクション

## 施設
- 常緑樹公園
  - 崔益信の墓 － 小説「常緑樹」の主人公のモデルとなった女性教師
- 星湖公園
  - 李瀷の墓 － 星湖学派の祖となった儒学者
  - 星湖記念館